# Jäckvik
Jäckvik (pitesamiska Jäggeluakkta), eller Jäkkvik, är en ort i Arjeplogs kommun vid övre änden av sjön Hornavan (pitesamiska Tjårvek) söder om den mindre sjön Jäggaure. Jäckvik ligger vid Riksväg 95 (Silvervägen) och har 32 bofasta invånare. I byn finns Jäckviks fjällgård som drivs av Svenska kyrkan samt Jäkkviks kapell. Jäckvik Fjällcenter har en alpin skidanläggning med sju nedfarter, och liften är Sveriges längsta ankarlift med sina 1927 meter. I närheten ligger Pieljekaise nationalpark. Lars Levi Læstadius föddes i byn den 10 januari 1800.

## Bildgalleri

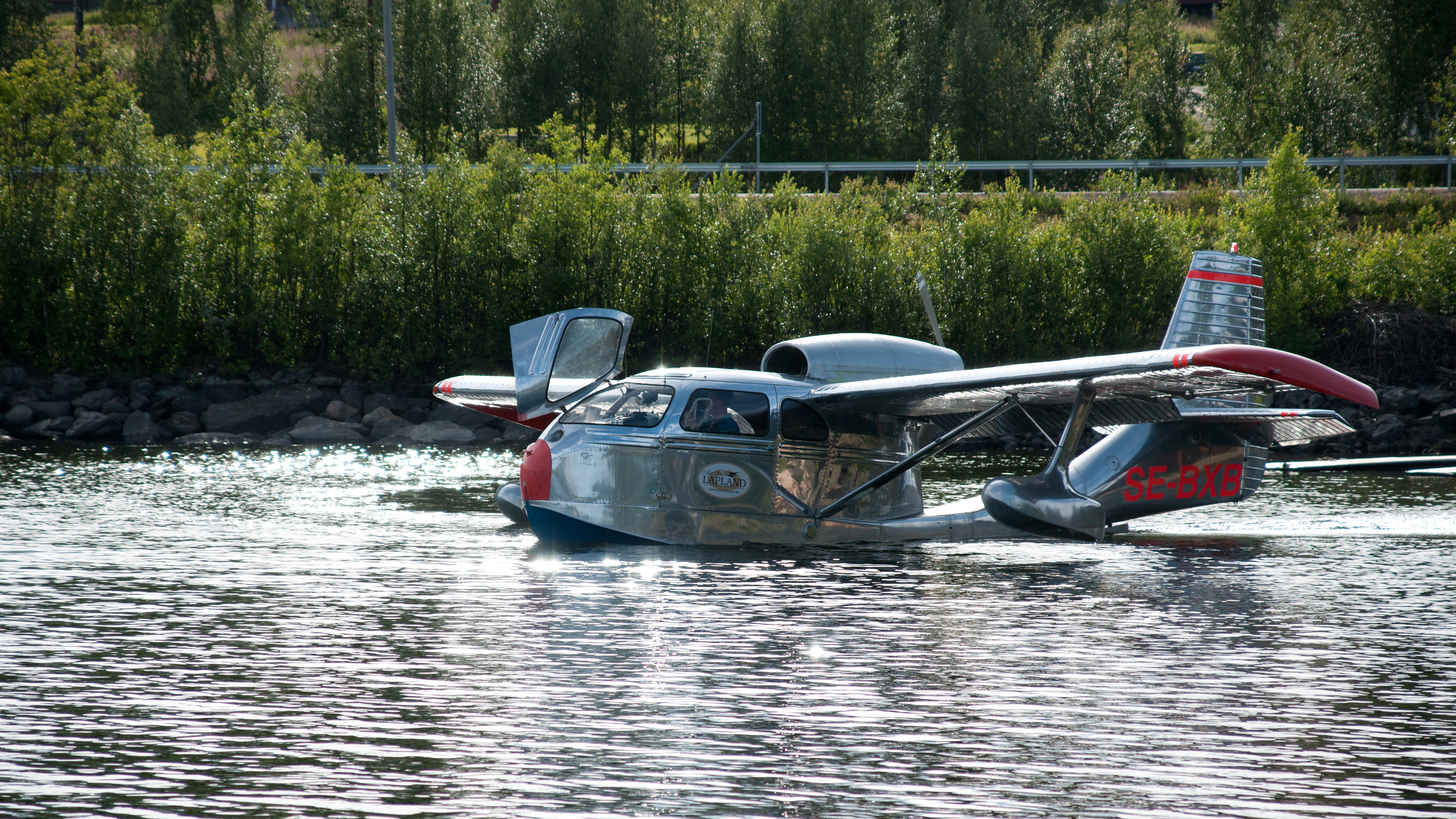
En Republic RC-3 Seabee från Mitt i Lappland vid Jäckvik 2011